# Sarah Rafferty
Sarah Rafferty (New Canaan, 6 december 1972) is een Amerikaanse actrice.

## Biografie
Rafferty werd geboren in New Canaan als jongste in een gezin van vier kinderen, en groeide op in Greenwich (Connecticut). Ze studeerde aan de Phillips Academy in Andover (Massachusetts), waar ze in 1989 haar diploma haalde. Hierna haalde ze haar diploma in Engels en theaterwetenschap aan het Hamilton College in Oneida County (New York). Toen haalde ze haar master of fine arts aan de Yale School of Drama, een onderdeel van Yale-universiteit in New Haven (Connecticut). 
Rafferty is getrouwd en moeder van twee dochters.

## Filmografie

### Films
- 2020 - Browse - als Claire
- 2016 - All Things Valentine - als Avery
- 2011 - Small, Beautifully Moving Parts – als Emily
- 2009 - Four Single Fathers – als Julia
- 2007 - Football Wives – als Kelly Cooper
- 2007 - What If God Where the Sun? – als Rachel
- 2006 - The Devil Wears Prada - als Liz
- 2006 - East Broadway – als Sydney
- 2004 - Soccer Dog: European Cup – als Cora Stone
- 2002 - Speakeasy – als verpleegster
- 2000 - Mambo Café – als Amy
- 1998 - Trinity – als Sarah

### Televisieseries
Uitgezonderd eenmalige gastrollen.
- 2023 - My life with the Walter boys - als Katherine Walter - 10 afl.
- 2021-2022 - Chicago Med - als dr. Pamela Blake - 17 afl.
- 2020 - Grey's Anatomy - als Suzanne Britland - 3 afl.
- 2011-2019 - Suits – als Donna Paulsen – 134 afl.
- 2004 - Second Time Around – als Daphne Fitzgerald – 2 afl.
- 2003 - Tremors – als dr. Casey Matthews – 3 afl.

- Biblioteca Nacional de España: XX6083590
- Bibliothèque nationale de France: cb178411167 (data)
- Gemeinsame Normdatei: 1217481281
- International Standard Name Identifier: 0000 0003 6963 3810
- Library of Congress Control Number: no2012048717
- Virtual International Authority File: 243914661
- WorldCat: E39PBJq6TDCKRdXcB9T3hqyKh3